# Hjertestarter Tour
Hjertestarter Tour var en koncert tour af det danske rockband Nephew på baggrund af deres femte studiealbum Hjertestarter. Den startede d. 29. januar 2013 og afsluttede d. 30. august 2014, hvor den gennem 59 koncerter havde besøgt flere større og mindre danske byer, Færøerne samt England.
I forbindelse med første del af touren optog bandet alle sangene fra Hjertestarter og udgav dem løbende. Disse optagelser blev samlet på live-albummet Hjertestarter 10 x Så Live, som blev udgivet d. 12. april 2013.

## Medlemmer og instrumenter
- Simon Kvamm - Vokal, tangenter og rytmeguitar
- Kristian Riis - Lead-guitar, kor og akustisk guitar under "Klokken 25" (akustisk)
- Kasper Toustrup - Bas og kor
- Søren Arnholt - Trommer, kor og tangenter under "Klokken 25" (akustisk)
- René Thalund - Tangenter, kor og akustisk guitar under "Movie Klip"

## Geografi
Den geografiske fordeling af de 59 koncerter var således:
- 38 i Jylland
- 10 på Sjælland
- 5 på Fyn
- 4 på Bornholm
- 1 på Færørene
- 1 i England

(Opvarmnings-koncerterne og uofficielle koncerter (evt. firmafester, private koncerter o. lign.) er ikke talt med som en officiel del af touren).

## Info og facts
- Dette var den første tour, hvor Simon Kvamm spillede på elektrisk rytmeguitar.
- Dette var den første tour, hvor alle fem bandmedlemmer sang.
- Til koncerterne på Grøn Koncert-touren blev "Hjertestarter" og "Klokken 25" spillet, selvom de ikke var officielt udgivet.
- Albummet Hjertestarter blev udgivet d. 2. november 2012 og i forbindelse med dette indeholdt koncerterne d. 3. november 2012 på Bremen Teater, København samtlige numre fra dette.
- Arena-touren som helhed var den hidtil største af sin art af et dansk band.[1]
- Arena-touren indeholdt en koncert i Jyske Bank Boxen, Herning d. 5. oktober 2013 og derfor var Nephew det første danske band til at afholde en koncert her.
- Koncerten d. 18. oktober 2013 i Forum, København var med 10.000 publikummer bandets hidtil største egen-koncert.[2]
- Koncerten d. 5. august 2014 på Skanderborg Festival var ikke programsat og var derfor en overraskelses-optræden på en af de mindre scener. Koncerten d. 6. august fandt sted som programsat på den store Bøgescene.
- Koncerten d. 17. august 2014 i Bush Hall, London var den første bandet nogensinde har afholdt i England. Koncerten var oprindeligt planlagt til at skulle finde sted i O2 Shepherd's Bush Empire, men blev flyttet af ukendte årsager.

## Sceneshow
- ”Worst/Best Case Scenario” blev spillet i en ny og mere rocket version end originalen efterfulgt af en ny outro, uofficielt kaldet ”Blid Strøm”, til samtlige koncerter.
- ”Gå Med Dig” blev spillet i single-versionen frem for original-versionen til samtlige koncerter.
- Under ”Gå Med Dig” på Arena- og 2014-touren inviterede bandet en på forhånd udvalgt kvinde med på scenen til at optræde med dem og synge Marie Keys vokalstykker. På 2013-festivalerne blev de afspillet via backingtrack over højtalerne samtidig med storskærmene på scenen viste hende mime dem og på Vesterhavs-/Klub-touren blev de sunget af Simon Kvamm selv - i få tilfælde var Marie Key også selv med på scenen, bl.a. d. 14. juni 2013 på Northside Festival, Aarhus, d. 18. oktober 2013 i Forum, København og d. 6. august 2014 på Skanderborg Festival.
- ”Fem Rum” fungerede ved langt de fleste af koncerterne som en outro, der blev spillet over højtalerne, når koncerten var slut.
- Koncerterne d. 1. og 2. august 2013 på Gæstgiveren, Allinge var akustiske.
- ”Klokken 25” blev spillet i en akustisk version på Arena- og 2014-touren.

Om Arena-touren specifikt
- ”Åh Gud (Jeg Håber Du Holder Øje Med Mig)”, ”Mexico Ligger I Spanien”, "Klokken 25" og "Søndagsbange" blev spillet i akustiske versioner.
- Arena-touren indeholdt to scener: den normale store hovedscene samt en lille ”ø” i den bagerste del af arenaen, en såkaldt b-scene, der blev brugt til den akustiske del af koncerterne.
- Henriette Sennenvaldt fra Under Byen medvirkede på USADSB-nummeret "Blå & Black" til samtlige koncerter.
- Johnson medvirkerede på single-nummeret "Statusopdaterer At Jeg Statusopdaterer" til samtlige koncerter.
- "Movie Klip" indeholdt en mindre del af Depeche Mode-nummeret "Personal Jesus" i en remix-version produceret af Nephew selv.
- "Hjertestarter" blev spillet to gange. Først i original version som åbningsnummer og derefter i en remix-version af WhoMadeWho som afslutningsnummer, der selv var med på scenen. Herudover medvirkede børn fra ungdomsskoler gennem projektet Musikstarter også på bl.a. vokal og trommer.

## Sætliste
Der har været lidt variation i sætlisterne gennem hele touren, hvor både de største hits og mindre kendte numre har været spillet. Til flere af koncerterne har der også kun været en del af en sang spillet – f.eks. ”First Blood Harddisk”, hvor det kun har været outroen, som har været spillet i forlængelse af ”Police Bells & Church Sirens”. 
Nedenfor kan ses enkelte uddrag af sætlisterne fra de forskellige dele af touren.
| Bremen Teater, København, 3. november 2012 |
| --- |
| 1. "Alt Er Hårdt” 2. ”Åh Gud (Jeg Håber Du Holder Øje Med Mig)” 3. ”De Satans Hæmninger” 4. "Søndagsbange" 5. ”Gå Med Dig” 6. ”Klokken 25” 7. ”Tak Du” 8. ”Alt Er Synd” 9. "Fem Rum" Ekstranumre 1. ”Worst/Best Case Scenario” 2. ”Igen Og Igen Og” 3. "007 Is Also Gonna Die” 4. "Hjertestarter” |

| Museumsbunkeren, Hanstholm, 30. januar 2013 |
| --- |
| 1. "Alt Er Hårdt” 2. ”Åh Gud (Jeg Håber Du Holder Øje Med Mig)” 3. ”Klokken 25” 4. ”Worst/Best Case Scenario” 5. ”Taxa Triumf” 6. ”Va Fangool!” 7. ”Tak Du” 8. ”Mexico Ligger I Spanien” 9. ”Gå Med Dig” 10. ”Superliga” 11. ”Cigaret Kid” 12. ”Police Bells & Church Sirens” 13. "007 Is Also Gonna Die" 14. ”Alt Er Synd” Ekstranumre 1. ”Igen Og Igen Og” 2. ”Movie Klip” 3. "Hjertestarter” |

| Paletten, Viborg, 8. marts 2013 |
| --- |
| 1. "Alt Er Hårdt” 2. ”Åh Gud (Jeg Håber Du Holder Øje Med Mig)” 3. ”Klokken 25” 4. ”Worst/Best Case Scenario” 5. ”De Satans Hæmninger” 6. ”Va Fangool!” 7. ”Mexico Ligger I Spanien” 8. ”Gå Med Dig” 9. ”Superliga” 10. ”Igen Og Igen Og” 11. ”Police Bells & Church Sirens” 12. "007 Is Also Gonna Die" 13. ”Alt Er Synd” Ekstranumre 1. ”Søndagsbange” 2. ”Movie Klip” 3. "Hjertestarter” |

| NorthSide Festival, Aarhus, 14. juni 2013 |
| --- |
| 1. ”Klokken 25” 2. En Wannabe Darth Vader 3. ”Va Fangool!” 4. ”Åh Gud (Jeg Håber Du Holder Øje Med Mig) 5. ”Worst/Best Case Scenario” 6. ”Mexico Ligger I Spanien” 7. ”Science Fiction & Familien” 8. "007 Is Also Gonna Die" 9. ”De Satans Hæmninger” 10. ”Gå Med Dig” 11. ”Superliga” 12. "Movie Klip" 13. ”Police Bells & Church Sirens” Ekstranumre 1. ”Ordenspoliti” 2. ”Igen Og Igen Og” 3. "Hjertestarter” |

| Forum, København, 18. oktober 2013 |
| --- |
| A-scene 1. "Hjertestarter” 2. ”De Satans Hæmninger” 3. ”D.T.A.P” 4. ”Worst/Best Case Scenario” 5. ”Læsterlige Klø 6. ”Blå & Black” 7. ”Va Fangool!” Akustisk på b-scene 1. ”Mexico Ligger I Spanien” 2. ”Åh Gud (Jeg Håber Du Holder Øje Med Mig)” 3. ”Klokken 25” 4. ”Søndagsbange” A-scene 1. ”Police Bells & Church Sirens” / ”First Blood Harddisk” 2. ”Superliga” 3. ”Statusopdaterer At Jeg Statusopdaterer” 4. "007 Is Also Gonna Die" 5. ”Movie Klip” / ”Personal Jesus” (Depeche Mode cover) Ekstranumre 1. ”Bazooka” 2. "Gå Med Dig” 3. ”Igen Og Igen Og” 4. "Hjertestarter” (WhoMadeWho remix) |

| Rock under Broen, Middelfart, 14. juni 2014 |
| --- |
| 1. "Worst/Best Case Scenario” 2. ”De Satans Hæmninger” 3. ”Science Fiction & Familien” / ”Allein Alene” 4. ”Igen Og Igen Og” 5. ”Åh Gud (Jeg Håber Du Holder Øje Med Mig) 6. ”Superliga” 7. ”Stop Nu Hjælp Nu” 8. ”Klokken 25” 9. ”D.T.A.P.” 10. ”Va Fangool!” 11. ”Gå Med Dig” 12. ”Movie Klip” 13. ”Police Bells & Church Sirens” / ”First Blood Harddisk” 14. "007 Is Also Gonna Die" Ekstranumre 1. ”Happy” (Pharell Williams cover, alternativ version på dansk) 2. "Hjertestarter” |

| Skanderborg Festival, Skanderborg, 6. august 2014 |
| --- |
| 1. "Worst/Best Case Scenario” 2. ”De Satans Hæmninger” 3. ”Science Fiction & Familien” 4. "007 Is Also Gonna Die" 5. ”Stop Nu Hjælp Nu” 6. ”Klokken 25” 7. ”Gå Med Dig” 8. ”Va Fangool!” 9. ”Superliga” 10. ”Happy” (Pharell Williams cover, alternativ version på dansk) 11. ”Igen Og Igen Og” 12. ”Police Bells & Chruch Sirens” 13. ”8-6-6-0” (Peter Sommer cover, feat. Peter Sommer) Ekstranumre 1. ”Movie Klip” 2. "Hjertestarter” |

## Tour datoer
| Dato                                                           | By                                                 | Sted                                               | Support                                            |                                                    |                                                    |
| Opvarmning (Grøn Koncert- og udgivelses-koncerter)             | Opvarmning (Grøn Koncert- og udgivelses-koncerter) | Opvarmning (Grøn Koncert- og udgivelses-koncerter) | Opvarmning (Grøn Koncert- og udgivelses-koncerter) | Opvarmning (Grøn Koncert- og udgivelses-koncerter) | Opvarmning (Grøn Koncert- og udgivelses-koncerter) |
| -------------------------------------------------------------- | -------------------------------------------------- | -------------------------------------------------- | -------------------------------------------------- | -------------------------------------------------- | -------------------------------------------------- |
| 19. juli 2012                                                  | Kolding                                            | Grøn Koncert                                       | Flere                                              |                                                    |                                                    |
| 20. juli 2012                                                  | Randers                                            | Grøn Koncert                                       | Flere                                              |                                                    |                                                    |
| 21. juli 2012                                                  | Aarhus                                             | Grøn Koncert                                       | Flere                                              |                                                    |                                                    |
| 22. juli 2012                                                  | Aalborg                                            | Grøn Koncert                                       | Flere                                              |                                                    |                                                    |
| 26. juli 2012                                                  | Esbjerg                                            | Grøn Koncert                                       | Flere                                              |                                                    |                                                    |
| 27. juli 2012                                                  | Odense                                             | Grøn Koncert                                       | Flere                                              |                                                    |                                                    |
| 28. juli 2012                                                  | Næstved                                            | Grøn Koncert                                       | Flere                                              |                                                    |                                                    |
| 29. juli 2012                                                  | København                                          | Grøn Koncert                                       | Flere                                              |                                                    |                                                    |
| 3. november 2012 – show 1                                      | København                                          | Bremen Teater                                      | Ingen                                              |                                                    |                                                    |
| 3. november 2012 - show 2                                      | København                                          | Bremen Teater                                      | Ingen                                              |                                                    |                                                    |
| 23. november 2012                                              | København                                          | Koncerthusets Studie 3                             | Ingen                                              |                                                    |                                                    |
| DEL 1: Vesterhavs-/Klub-tour (26 koncerter)                    |                                                    |                                                    |                                                    |                                                    |                                                    |
| 29. januar 2013                                                | Tversted                                           | Tannishus                                          | Christian Hjelm, solo                              |                                                    |                                                    |
| 30. januar 2013                                                | Hanstholm                                          | Museumsbunkeren                                    | Christian Hjelm, solo                              |                                                    |                                                    |
| 31. januar 2013                                                | Harboøre                                           | Harboøre Hotel                                     | Christian Hjelm, solo                              |                                                    |                                                    |
| 1. februar 2013                                                | Søndervig                                          | Brændingen                                         | Christian Hjelm, solo                              |                                                    |                                                    |
| 2. februar 2013                                                | Fanø                                               | Realen                                             | Christian Hjelm, solo                              |                                                    |                                                    |
| 7. februar 2013                                                | Silkeborg                                          | Jysk Teater- og Musikhus                           | HOST                                               |                                                    |                                                    |
| 8. februar 2013                                                | Aarhus                                             | Train                                              | HOST                                               |                                                    |                                                    |
| 9. februar 2013                                                | Aalborg                                            | Skråen I Nordkraft                                 | HOST                                               |                                                    |                                                    |
| 15. februar 2013                                               | København                                          | Vega                                               | Christian Hjelm, med band                          |                                                    |                                                    |
| 16. februar 2013                                               | Albertslund                                        | Forbrændingen                                      | Christian Hjelm, med band                          |                                                    |                                                    |
| 21. februar 2013                                               | Esbjerg                                            | Tobakken                                           | Christian Hjelm, med band                          |                                                    |                                                    |
| 22. februar 2013                                               | Herning                                            | Fermaten                                           | Christian Hjelm, med band                          |                                                    |                                                    |
| 23. februar 2013                                               | Holstebro                                          | Musikteatret                                       | Christian Hjelm, med band                          |                                                    |                                                    |
| 28. februar 2013                                               | Frederikshavn                                      | Det Magiske Hus                                    | Christian Hjelm, med band                          |                                                    |                                                    |
| 1. marts 2013                                                  | Kolding                                            | Fermaten                                           | Christian Hjelm, med band                          |                                                    |                                                    |
| 2. marts 2013                                                  | Sønderborg                                         | Sønderborghus                                      | Christian Hjelm, med band                          |                                                    |                                                    |
| 3. marts 2013                                                  | Helsingør                                          | Toldkammeret                                       | Christian Hjelm, med band                          |                                                    |                                                    |
| 7. marts 2013                                                  | Randers                                            | Værket                                             | Jonas Breum, med band                              |                                                    |                                                    |
| 8. marts 2013                                                  | Viborg                                             | Paletten                                           | Jonas Breum, med band                              |                                                    |                                                    |
| 9. marts 2013                                                  | Odense                                             | Posten                                             | Jonas Breum, med band                              |                                                    |                                                    |
| 14. marts 2013                                                 | Svendborg                                          | Borgerforeningen                                   | Jonas Breum, med band                              |                                                    |                                                    |
| 15. marts 2013                                                 | Køge                                               | Tapperiet                                          | Jonas Breum, med band                              |                                                    |                                                    |
| 16. marts 2013                                                 | Næstved                                            | Grønnegades Kaserne                                | Jonas Breum, med band                              |                                                    |                                                    |
| 21. marts 2013                                                 | Roskilde                                           | Gimle                                              | Jonas Breum, med band                              |                                                    |                                                    |
| 22. marts 2013                                                 | Holbæk                                             | Elværket                                           | Jonas Breum, med band                              |                                                    |                                                    |
| 23. marts 2013                                                 | Horsens                                            | Gamle Celle, Fængslet                              | Jonas Breum, med band                              |                                                    |                                                    |
| DEL 3: Festivaler og egne koncerter på Bornholm (11 koncerter) |                                                    |                                                    |                                                    |                                                    |                                                    |
| 24. maj 2013                                                   | Jelling                                            | Jelling Musikfestival                              | Flere                                              |                                                    |                                                    |
| 1. juni 2013                                                   | Odense                                             | Vi Rocker                                          | Flere                                              |                                                    |                                                    |
| 8. juni 2013                                                   | Skive                                              | Skive Festival                                     | Flere                                              |                                                    |                                                    |
| 13. juni 2013                                                  | Skanderborg                                        | Sølund Festival                                    | Flere                                              |                                                    |                                                    |
| 14. juni 2013                                                  | Aarhus                                             | Northside Festival                                 | Flere                                              |                                                    |                                                    |
| 22. juni 2013                                                  | Nordenskov                                         | Owen Luft Kåncert                                  | Flere                                              |                                                    |                                                    |
| 4. juli 2013                                                   | Nibe                                               | Nibe Festival                                      | Flere                                              |                                                    |                                                    |
| 13. juli 2013                                                  | Vig                                                | Vig Festival                                       | Flere                                              |                                                    |                                                    |
| 18. juli 2013                                                  | Syðrugøta, Færøerne                                | G! Festival                                        | Flere                                              |                                                    |                                                    |
| 1. august 2013                                                 | Allinge                                            | Gæstgiveren                                        | Ingen                                              |                                                    |                                                    |
| 2. august 2013                                                 | Allinge                                            | Gæstgiveren                                        | Ingen                                              |                                                    |                                                    |
| DEL 4: Arena-tour (8 koncerter)                                |                                                    |                                                    |                                                    |                                                    |                                                    |
| 27. september 2013                                             | Odense                                             | Arena Fyn                                          | WhoMadeWho                                         |                                                    |                                                    |
| 28. september 2013                                             | Aalborg                                            | Gigantium                                          | WhoMadeWho                                         |                                                    |                                                    |
| 4. oktober 2013                                                | Aarhus                                             | Scandinavian Congres Center                        | WhoMadeWho                                         |                                                    |                                                    |
| 5. oktober 2013                                                | Herning                                            | Jyske Bank Boxen                                   | WhoMadeWho                                         |                                                    |                                                    |
| 10. oktober 2013                                               | Sønderborg                                         | Skansen                                            | WhoMadeWho                                         |                                                    |                                                    |
| 11. oktober 2013                                               | Horsens                                            | Forum Horsens                                      | WhoMadeWho                                         |                                                    |                                                    |
| 12. oktober 2013                                               | Esbjerg                                            | Blue Water Dokken                                  | WhoMadeWho                                         |                                                    |                                                    |
| 18. oktober 2013                                               | København                                          | Forum                                              | WhoMadeWho                                         |                                                    |                                                    |
| DEL 5: Festivaler og egne koncerter (14 koncerter)             |                                                    |                                                    |                                                    |                                                    |                                                    |
| 14. juni 2014                                                  | Middelfart                                         | Rock under Broen                                   | Flere                                              |                                                    |                                                    |
| 21. juni 2014                                                  | Aalborg                                            | Skovdalen                                          | The Minds of 99                                    |                                                    |                                                    |
| 28. juni 2014                                                  | Thisted                                            | Thy Rock                                           | Flere                                              |                                                    |                                                    |
| 5. juli 2014                                                   | Ringkøbing                                         | Rock I Ringkøbing                                  | Flere                                              |                                                    |                                                    |
| 16. juli 2014                                                  | Tranebjerg                                         | Samsø Festival                                     | Flere                                              |                                                    |                                                    |
| 26. juli 2014                                                  | Varde                                              | Varde Open Air                                     | Flere                                              |                                                    |                                                    |
| 31. juli 2014                                                  | Allinge                                            | Gæstgiveren                                        | Yoav                                               |                                                    |                                                    |
| 1. august 2014                                                 | Allinge                                            | Gæstgiveren                                        | Yoav                                               |                                                    |                                                    |
| 5. august 2014                                                 | Skanderborg                                        | Skanderborg Festival                               | Flere                                              |                                                    |                                                    |
| 6. august 2014                                                 | Skanderborg                                        | Skanderborg Festival                               | Flere                                              |                                                    |                                                    |
| 15. august 2014                                                | København                                          | Smukfest Copenhagen                                | Flere                                              |                                                    |                                                    |
| 16. august 2014                                                | Løgstør                                            | Open Air                                           | Flere                                              |                                                    |                                                    |
| 17. august 2014                                                | London, England                                    | Bush Hall                                          | Negash Ali                                         |                                                    |                                                    |
| 30. august 2014                                                | Bjerringbro                                        | Fyrværkerifestival                                 | Flere                                              |                                                    |                                                    |